# Ryan Ross
Pour les articles homonymes, voir Ross.
 (mai 2018).
Si vous disposez d'ouvrages ou d'articles de référence ou si vous connaissez des sites web de qualité traitant du thème abordé ici, merci de compléter l'article en donnant les références utiles à sa vérifiabilité et en les liant à la section « Notes et références ».
George Ryan Ross III (né le 30 août 1986 à Summerlin au Nevada) est un chanteur et guitariste américain. Il était le guitariste du groupe Panic! at the Disco. Il a écrit toutes les chansons de l'album A Fever You Can't Sweat Out.

## Biographie

### Enfance
C'est à ses douze ans que Ryan Ross demande une guitare à ses parents pour Noël. Pendant ses études à Gorman High School, il décide pendant ce temps de monter un groupe avec un ami d'enfance, Spencer Smith (batteur de Panic! at the Disco). Spencer et Ryan s'inspirèrent des chansons de Blink-182 et créèrent alors le groupe « Pet Salamander ». Il étudie à l'Université du Nevada, mais un mois après, il décide d'arrêter pour se consacrer à la musique.

### Panic! At The Disco
Brent Wilson et Brendon Urie rejoindront le groupe de Ryan et Spencer et décideront de former le groupe Panic! At The Disco. Après leur succès, Brent Wilson est remplacé par le bassiste Jon Walker. Avant le lancement du deuxième album, Panic annonce qu'ils ont modifié leur nom. Ils s'appelleront maintenant Panic At The Disco. Ils trouvaient que le point d'exclamation (!) faisait trop d'emphase sur le "panic".
Deux chansons, Camisado et Nails For Breakfast, Tacks for Snacks, de l'album A Fever You Can't Sweat Out ont été inspirées de sa propre expérience de son père alcoolique qui est mort en juin 2006. Selon Ryan Ross, « Mon Père n'aimait pas les décisions que je prenais dans ma vie. Il voulait que je reste aux études. ». 
Ryan Ross joue le solo de guitare dans la chanson The Take Over, The Break's Over de Fall Out Boy. Il apparait aussi dans le vidéo musical Clothes Off de Gym Class Heroes avec le reste de son groupe. 
Récemment, Ryan Ross s'est fait son premier tattoo avec Brendon Urie. Ryan Ross a fait les lignes, "Mad as a hatter, thin as a dime" sur ses poignets. Ce sont les paroles de la chanson Diamonds and Gold de Tom Waits.
Pour leur deuxième album nommé Pretty. Odd., en 2008, Ryan Ross dit avoir pris assez de maturité depuis leur premier album. Alors, Panic! At The Disco a décidé d'en faire un plus mélodique et moins mélancolique que le premier en s'inspirant de plusieurs anciens groupes qui ont marqué l'histoire musicale (ils ont d'ailleurs été comparés aux Beatles). Ce nouvel opus est beaucoup plus du style vieux rock des années 1960-70, que de rock moderne.
Le 6 juillet 2009, Jon Walker et Ryan Ross ont annoncé sur leur site officiel qu'ils quittaient le groupe. Brendon Urie et Spencer Smith, deux des membres d'origine, continueront avec le groupe.
Ryan Ross a été le chanteur du nouveau groupe qu'il a monté avec Jon Walker, baptisé The Young Veins. Avec ce nouveau groupe, ils ont l'espoir « de se lancer dans une aventure musicale plus personnelle ». Leur premier single Change est sorti le 5 avril 2010. Le groupe est en hiatus depuis 2011.
En 2013, il entame sa carrière solo en sortant quelques démos à partir de son compte Twitter, celles-ci se voulant résolument plus électroniques.
En 2018, Ryan Ross a participé à deux clips de la chanteuse américaine Z Berg : I Fall For The Same Face Everytime et Times Flies.

## Vie privée
En 2006, lors du VMA, Ryan Ross a fait la connaissance de Keltie Colleen. Elle faisait partie des danseuses dansant autour des Panic! at the disco lors de leur interpretation de "I Write Sins Not Tragedies". Leur relation a duré plus de 2 ans. Keltie Colleen a annoncé sur son blog avoir quitté Ryan Ross le 15 février 2009, après avoir appris que celui-ci l'aurait trompée.